# Heliophanus flavipes
Heliophanus flavipes là một loài nhện trong họ Salticidae. Chúng phân bố ở miền Cổ bắc, bao gồm Bỉ và Hà Lan.

## Hình ảnh

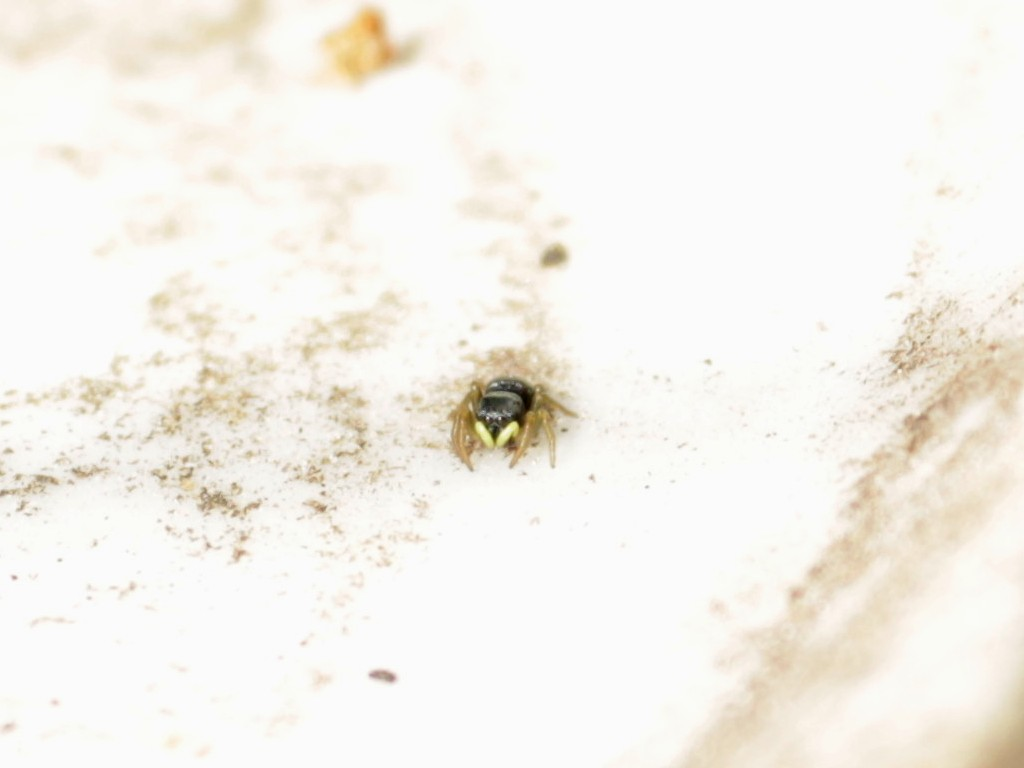
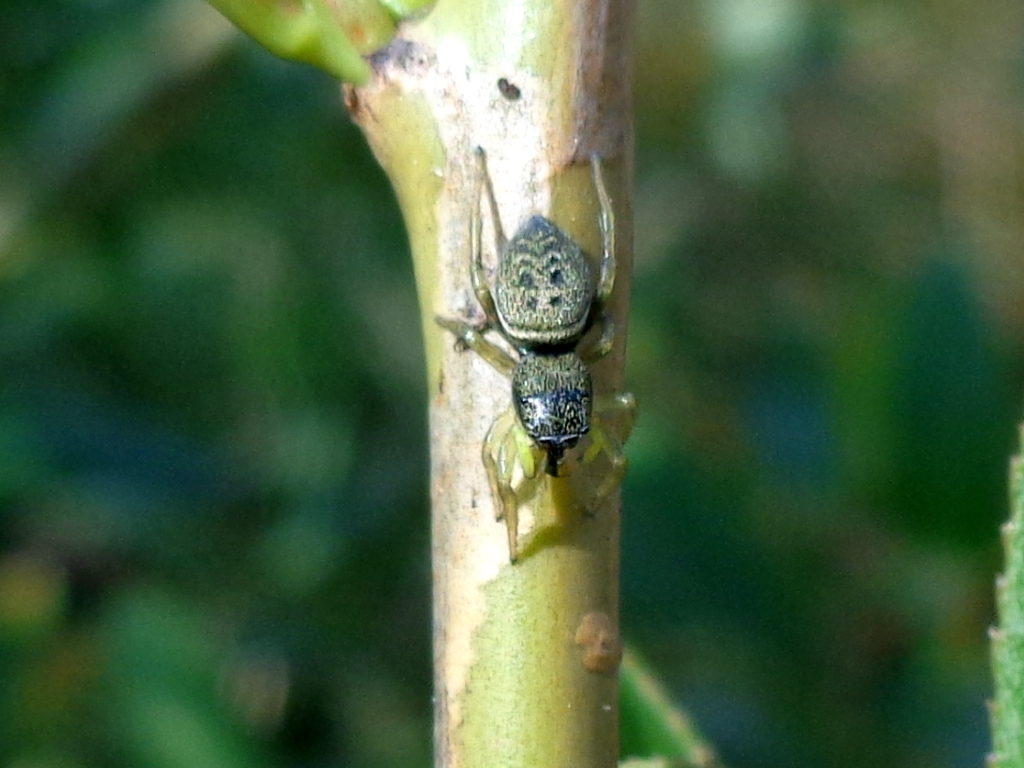
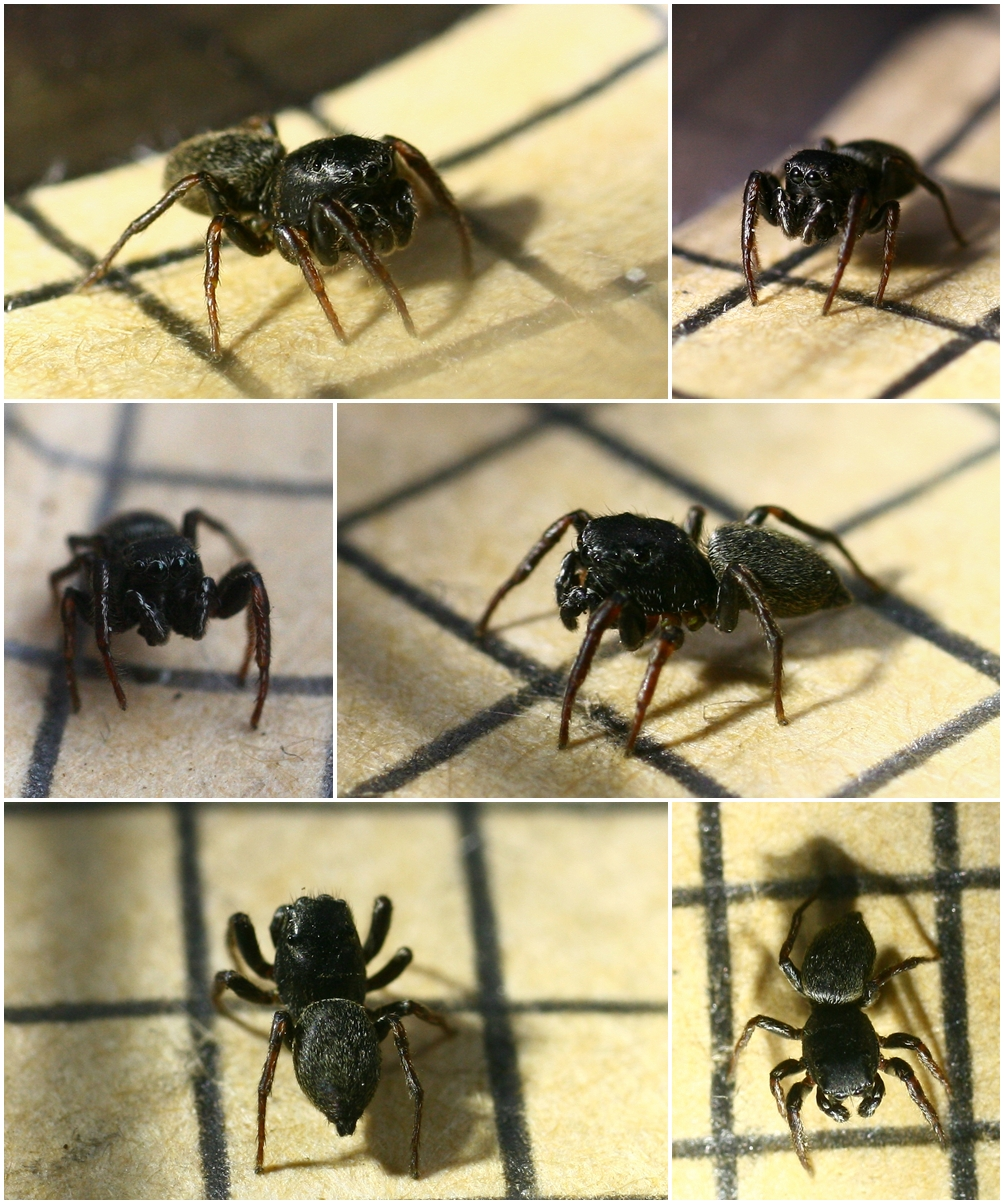